# Glad (roman)
Glad (nor.: Sult) roman je norveškog pisca Knuta Hamsuna objavljen 1890. godine.

## Radnja
Roman je napisan u ja-licu i govori o mladiću u Kristianii (današnje Oslo), koji upada u začarani krug. Treba hranu da bi imao snage raditi, ali ne može si priuštiti kupovinu hrane ako ne radi. Mladić se osjeća sve lošije kako odmiče radnja romana. Život mu je oslikan halucinacijama i fizičkom bolešću, posljedicom gladi koju proživljava. Roman je djelomice autobiografski opisujući život Hamsuna iz mlađih dana prije nego što se proslavio kao pisac. 

## Ekranizacija
Roman je ekraniziran kao igrani film dva puta, 1966. i 2001. godine.

## Vanjske poveznice
- Glad na Internet Archive, LibriVox, Google Books i Project Gutenberg (zvučne knjige, skenirane knjige, tekstovi)